# Máiréad Nesbitt
Máiréad Anna Kathleen Nesbitt (Loughmore, Ierland, 1979) is een Ierse violist (fiddler) van klassieke en Keltische muziek. Ze is voormalig violist van het Ierse muziekensemble Celtic Woman.

## Levensloop

### Jeugd
Nesbitt werd in 1979 geboren in een muzikale familie in het Ierse Loughmore in het graafschap County Tipperary. Haar ouders zijn John en Kathleen Nesbitt, beiden muziekleraar. Ze heeft een zus, Frances, en vier broers, Seán, Michael, Noel en Karl. Ze speelt piano vanaf vierjarige leeftijd en viool vanaf haar zesde.
Ze heeft muziekles gehad bij de Ursulinen in Thurles. Ze heeft les gehad aan het Waterford Institute of Technology en van Cornelia Zanidache aan de CIT Cork School of Music. In deze periode was de ook lid van het National Youth Orchestra of Ireland. Later heeft ze les gevolgd in Londen aan de Royal Academy of Music en aan het Trinity College of Music. Hier kreeg ze les van Emanuel Hurwitz.

### Carrière
In 1991, op zestienjarige leeftijd, werd ze lid van het RTÉ Concert Orchestra. Ze heeft als violist gespeeld met de groep Coolfin en ze heeft samengewerkt met Van Morrison, Clannad en Sharon Shannon. Nesbitt brak in 1996 door toen ze gevraagd werd om te spelen in de show Lord of the Dance van Michael Flatley. Ze speelde als hoofdviolist in deze show tot 1998 en in de tweede show, Feet of Flames, tot 2001. Ze speelde ook voor de soundtrack van de show Riverdance.
In 2001 bracht ze haar eerste album Raining Up uit. In 2003 ontving ze de titel Best Traditional Female Artist van Irish Music Magazine.
In 2004 werd ze gevraagd om in het theater The Helix in Dublin te spelen in het muziekensemble Celtic Woman. Door grote belangstelling heeft deze groep allerlei tournees gedaan en drie albums uitgebracht: Celtic Woman (2005), Celtic Woman: A Christmas Celebration (2006) and Celtic Woman: A New Journey (2007). In september 2004 heeft ze ook een privé-optreden gegeven voor prinses Anne Mountbatten-Windsor.
Nesbitt heeft ook gespeeld voor het album Drum-Believable (2005) van The Dhol Foundation, voor de groep Afro Celt Sound System en voor de Irish Dance Invasion, een show in Boedapest. Daarnaast staat werk van haar op de DVD Celtic Tenors Live in Concert (2006) van de Celtic Tenors.
Nesbitt heeft ook gespeeld als solist voor de film Tinker Bell (2008) van The Walt Disney Company. Het werk werd gecomponeerd door Joel McNeely.

## Discografie

### Albums
- Raining Up (2001)